# Бернардо Силва
Бернардо Мота Веига де Карваљо е Силва (порт. Bernardo Mota Veiga de Carvalho e Silva; Лисабон, 10. август 1994) професионални је португалски фудбалер који игра у средини терена на позицијама централног везног и бочног везног.
У досадашњој каријери играо је за екипе Бенфике, Монака и Манчестер Ситија и са сваком од њих освојио је титулу у националном првенству. Члан је репрезентације Португалије са којом је освојио треће место на Купу Конфедерација 2017. године. За репрезентацију је играо и на Светском првенству 2018. у Русији.

## Успеси и признања
Бенфика
- Првенство Португалије (1): 2013/14.
- Португалски куп (1): 2013/14.
- Португалски лига куп (1): 2013/14.

Монако
- Првенство Француске (1): 2016/17.

Манчестер Сити
- Премијер лига (6): 2017/18, 2018/19, 2020/21, 2021/22, 2022/23, 2023/24.
- ФА куп (2): 2018/19, 2022/23.
- Лига куп (4): 2017/18, 2018/19, 2019/20, 2020/21.
- ФА Комјунити шилд (3): 2018, 2019, 2024.
- УЕФА Лига шампиона (1): 2022/23.
- Светско клупско првенство (1): 2023.

Португалија
- УЕФА Лига нација:  2018/19, 2024/25.
- УЕФА У21 ЕП:   2015.
- Куп конфедерација:  2017.